# Sassetot-le-Mauconduit
Sassetot-le-Mauconduit est une commune française située dans le département de la Seine-Maritime, en région Normandie.

## Géographie

### Localisation
Situé à une quinzaine de kilomètres à l'est de Fécamp, le village de Sassetot se trouve sur la falaise entre les Petites-Dalles et les Grandes-Dalles, deux plages.
| Saint-Pierre-en-Port  | Manche                 | Saint-Martin-aux-Buneaux |
| Ancretteville-sur-Mer | Sassetot-le-Mauconduit | Vinnemerville            |
| Angerville-la-Martel  | Theuville-aux-Maillots | Criquetot-le-Mauconduit  |

### Hydrographie
La commune est située dans le bassin Seine-Normandie. Elle n'est drainée par aucun cours d'eau,.

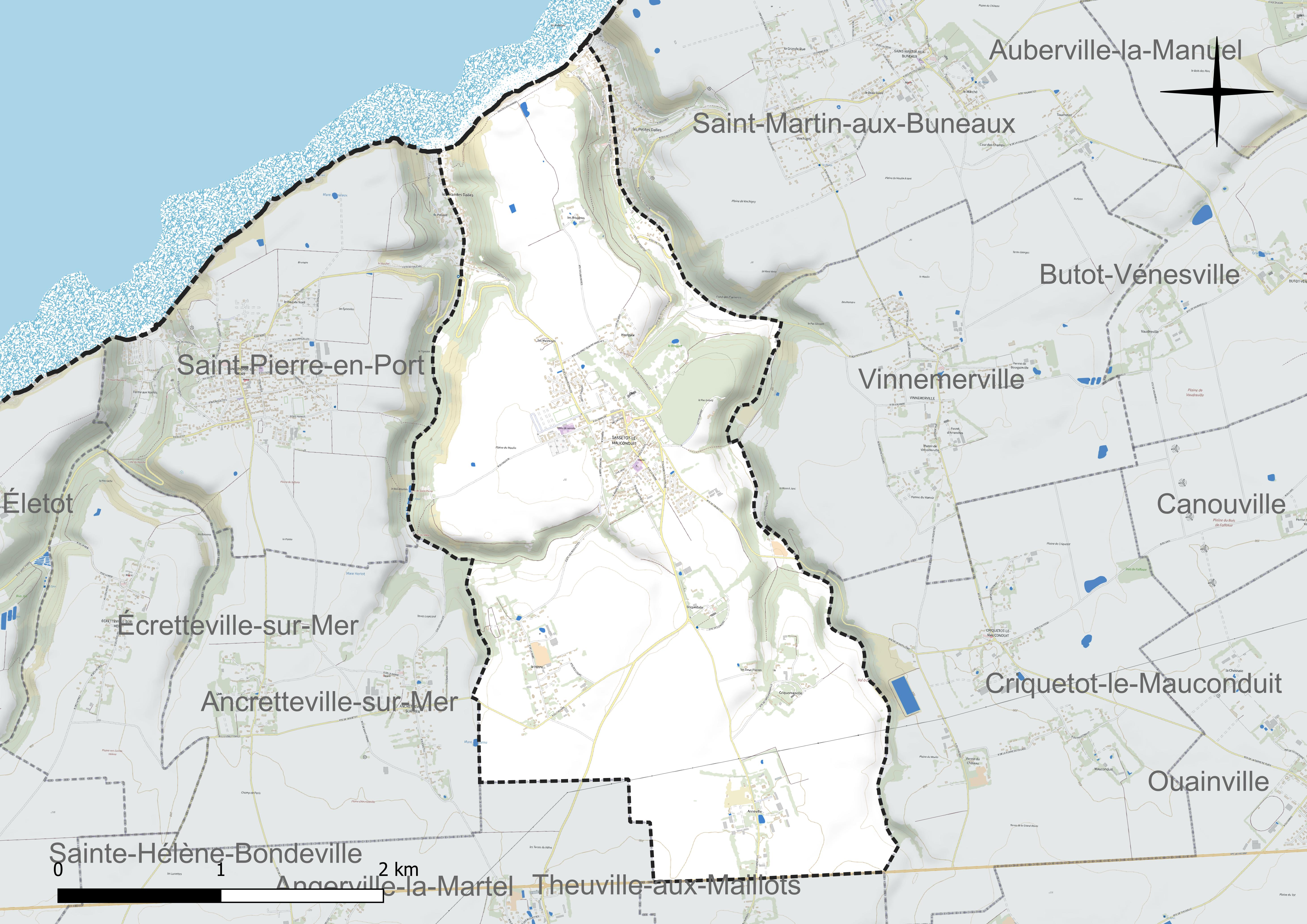
Réseau hydrographique de Sassetot-le-Mauconduit.

### Climat
Pour des articles plus généraux, voir Climat de la Normandie et Climat de la Seine-Maritime.
En 2010, le climat de la commune est de type climat océanique franc, selon une étude du CNRS s'appuyant sur une série de données couvrant la période 1971-2000. En 2020, Météo-France publie une typologie des climats de la France métropolitaine dans laquelle la commune est exposée à un climat océanique et est dans la région climatique Côtes de la Manche orientale, caractérisée par un faible ensoleillement (1 550 h/an) ; forte humidité de l’air (plus de 20 h/jour avec humidité relative > 80 % en hiver), vents forts fréquents. Parallèlement le GIEC normand, un groupe régional d’experts sur le climat, différencie quant à lui, dans une étude de 2020, trois grands types de climats pour la région Normandie, nuancés à une échelle plus fine par les facteurs géographiques locaux. La commune est, selon ce zonage, exposée à un « climat maritime », correspondant au Pays de Caux, frais, humide et pluvieux, légèrement plus frais que dans le Cotentin.
Pour la période 1971-2000, la température annuelle moyenne est de 10,4 °C, avec une amplitude thermique annuelle de 12,7 °C. Le cumul annuel moyen de précipitations est de 918 mm, avec 13,1 jours de précipitations en janvier et 8,7 jours en juillet. Pour la période 1991-2020, la température moyenne annuelle observée sur la station météorologique la plus proche, située sur la commune d'Ectot-lès-Baons à 27 km à vol d'oiseau, est de 10,8 °C et le cumul annuel moyen de précipitations est de 905,5 mm,. Pour l'avenir, les paramètres climatiques de la commune estimés pour 2050 selon différents scénarios d'émission de gaz à effet de serre sont consultables sur un site dédié publié par Météo-France en novembre 2022.

## Urbanisme

### Typologie
Au 1er janvier 2024, Sassetot-le-Mauconduit est catégorisée commune rurale à habitat dispersé, selon la nouvelle grille communale de densité à sept niveaux définie par l'Insee en 2022.
Elle est située hors unité urbaine. Par ailleurs la commune fait partie de l'aire d'attraction de Fécamp, dont elle est une commune de la couronne,. Cette aire, qui regroupe 26 communes, est catégorisée dans les aires de moins de 50 000 habitants,.
La commune, bordée par la Manche, est également une commune littorale au sens de la loi du 3 janvier 1986, dite loi littoral. Des dispositions spécifiques d’urbanisme s’y appliquent dès lors afin de préserver les espaces naturels, les sites, les paysages et l’équilibre écologique du littoral, tel le principe d'inconstructibilité, en dehors des espaces urbanisés, sur la bande littorale des 100 mètres, ou plus si le plan local d’urbanisme le prévoit.

### Occupation des sols
L'occupation des sols de la commune, telle qu'elle ressort de la base de données européenne d’occupation biophysique des sols Corine Land Cover (CLC), est marquée par l'importance des territoires agricoles (73,7 % en 2018), en diminution par rapport à 1990 (78,9 %). La répartition détaillée en 2018 est la suivante : 
terres arables (51,1 %), prairies (18,7 %), forêts (16,1 %), zones urbanisées (9,8 %), zones agricoles hétérogènes (3,8 %), zones humides côtières (0,4 %). L'évolution de l’occupation des sols de la commune et de ses infrastructures peut être observée sur les différentes représentations cartographiques du territoire : la carte de Cassini (XVIIIe siècle), la carte d'état-major (1820-1866) et les cartes ou photos aériennes de l'IGN pour la période actuelle (1950 à aujourd'hui).

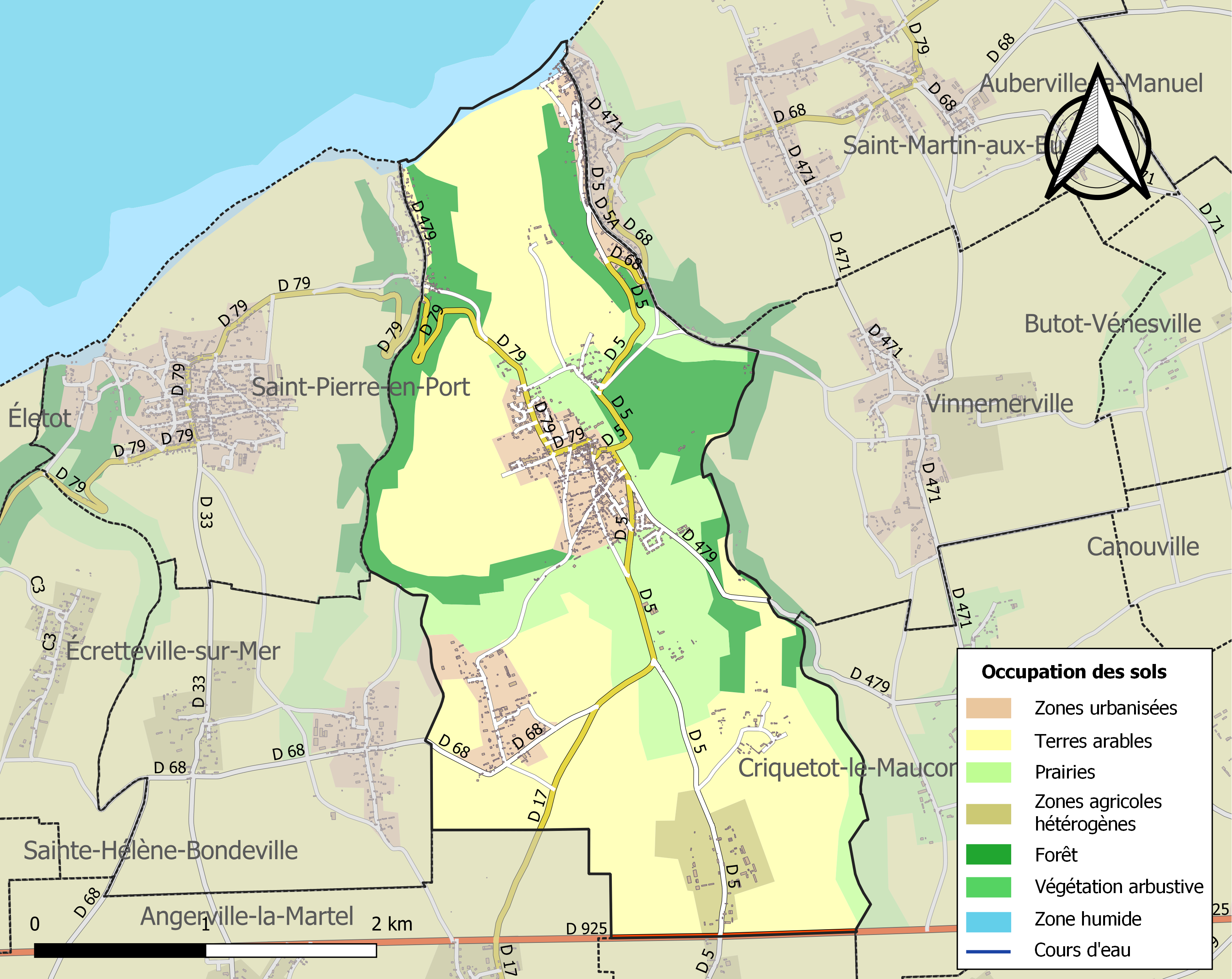
Carte des infrastructures et de l'occupation des sols de la commune en 2018 (CLC).

## Toponymie
Le nom de la localité est attesté sous les formes Sassetot vers 1240, Ecclesiam de Saxetot en 1262, Eglise de Saxetot en 1307, Sassetot sur la mer en 1319, Saxetot la maucondit en 1400 et 1402, Sassetot sus la Mer en 1433, Sassetot le Mauconduit en 1588.
« Sassetot » est un nom d'origine scandinave : topt, moderne toft « emplacement, ferme »  de Saxi, nom d'homme scandinave attesté fréquemment en Normandie. cf. Sassetot-le-Malgardé, Saussetour, etc.
« Mauconduit » est le nom de famille des seigneurs qui possédaient Sassetot durant la première moitié du XIIIe siècle.

## Histoire
Le 10 juin 1940, le garde-champêtre Charles Déportes arrête un motocycliste de l'armée allemande et le conduit à la mairie mais le maire le fait relâcher. Le motocycliste revient avec des soldats de son unité qui font regrouper les hommes du village ; le motocycliste en désigne quatre : 
- Charles Déportes, né le 28 février 1869 à Sassetot-le-Mauconduit ;
- Germain Blondel, né le 15 juillet 1903 à Ancretteville-sur-Mer ;
- Édouard Avenel, né le 28 août 1880 à Nointot ;
- Jean Hervieu, né le 21 juin 1865 à Sassetot-le-Mauconduit.

Ils sont fusillés sur place, par une exécution sommaire, en représailles. L'odonyme « Rue des Fusillés du 10-Juin-1940 » rappelle cet événement.

## Politique et administration
| Période                                  | Période                    | Identité                                         | Étiquette | Qualité |
| ---------------------------------------- | -------------------------- | ------------------------------------------------ | --------- | --- |
| Les données manquantes sont à compléter. |                            |                                                  |           | |
| 1870                                     | 1877                       | Nicolas Raoul Gabriel Edgar Lachèvre (1829-1877) |           | Avocat |
| Les données manquantes sont à compléter. |                            |                                                  |           | |
| vers 1891                                |                            | M. Fiquet                                        |           | |
| 1896                                     | 1907                       | Marie Raoul Léon Lachèvre (1865-1932)            |           | Propriétaire, châtelain de Briquedalles. Maire de Saussay (1919-1931)                                                                                           |
| Les données manquantes sont à compléter. |                            |                                                  |           | |
| mars 1989                                | mars 2001                  | Lucien Savatier                                  |           | |
| mars 2001                                | mars 2008                  | Daniel Hazard                                    |           | |
| mars 2008                                | En cours (au 10 août 2020) | Éric Scarano                                     | LR        | Vice-président de la CC du canton de Valmont (2014 → 2016) Vice-président de la CA Fécamp Caux Littoral Agglomération (2017 → ) Réélu pour le mandat 2020-2026, |

## Démographie
L'évolution du nombre d'habitants est connue à travers les recensements de la population effectués dans la commune depuis 1793. Pour les communes de moins de 10 000 habitants, une enquête de recensement portant sur toute la population est réalisée tous les cinq ans, les populations de référence des années intermédiaires étant quant à elles estimées par interpolation ou extrapolation. Pour la commune, le premier recensement exhaustif entrant dans le cadre du nouveau dispositif a été réalisé en 2005.

En 2022, la commune comptait 1 003 habitants, en évolution de −8,65 % par rapport à 2016 (Seine-Maritime : +0,35 %, France hors Mayotte : +2,11 %).
| 1793  | 1800  | 1806  | 1821  | 1831  | 1836  | 1841  | 1846  | 1851  |
| ----- | ----- | ----- | ----- | ----- | ----- | ----- | ----- | ----- |
| 1 358 | 1 429 | 1 434 | 1 497 | 1 680 | 1 703 | 1 698 | 1 656 | 1 622 |

| 1856  | 1861  | 1866  | 1872  | 1876  | 1881  | 1886  | 1891  | 1896  |
| ----- | ----- | ----- | ----- | ----- | ----- | ----- | ----- | ----- |
| 1 494 | 1 546 | 1 571 | 1 582 | 1 443 | 1 465 | 1 469 | 1 360 | 1 380 |

| 1901  | 1906  | 1911  | 1921  | 1926  | 1931  | 1936  | 1946  | 1954  |
| ----- | ----- | ----- | ----- | ----- | ----- | ----- | ----- | ----- |
| 1 409 | 1 441 | 1 430 | 1 333 | 1 224 | 1 134 | 1 102 | 1 123 | 1 097 |

| 1962 | 1968 | 1975 | 1982 | 1990 | 1999 | 2005 | 2006 | 2010  |
| ---- | ---- | ---- | ---- | ---- | ---- | ---- | ---- | ----- |
| 985  | 897  | 749  | 890  | 944  | 957  | 930  | 927  | 1 013 |

| 2015  | 2020  | 2022  | - | - | - | - | - | - |
| ----- | ----- | ----- | - | - | - | - | - | - |
| 1 069 | 1 002 | 1 003 | - | - | - | - | - | - |

## Culture locale et patrimoine

### Lieux et monuments
- Château du XVIIIe siècle, transformé en hôtel-restaurant.
- Château de Briquedalles du XVIIIe siècle, acquis 20 ans après sa construction par la famille Lachèvre, dont les descendants sont toujours propriétaires.
- Église Notre-Dame-de-la-Nativité du XIXe siècle. L'ancienne église du Xe siècle qui ne pouvait accueillir que 80 personnes fut détruite en 1852 pour être reconstruite. On y a conservé les fonts baptismaux du XIIe siècle et la grille du chœur du XIIIe siècle[28]. Cette grille remarquable a été restaurée et complétée en 1859 par le ferronnier d'art Pierre Boulanger[29].

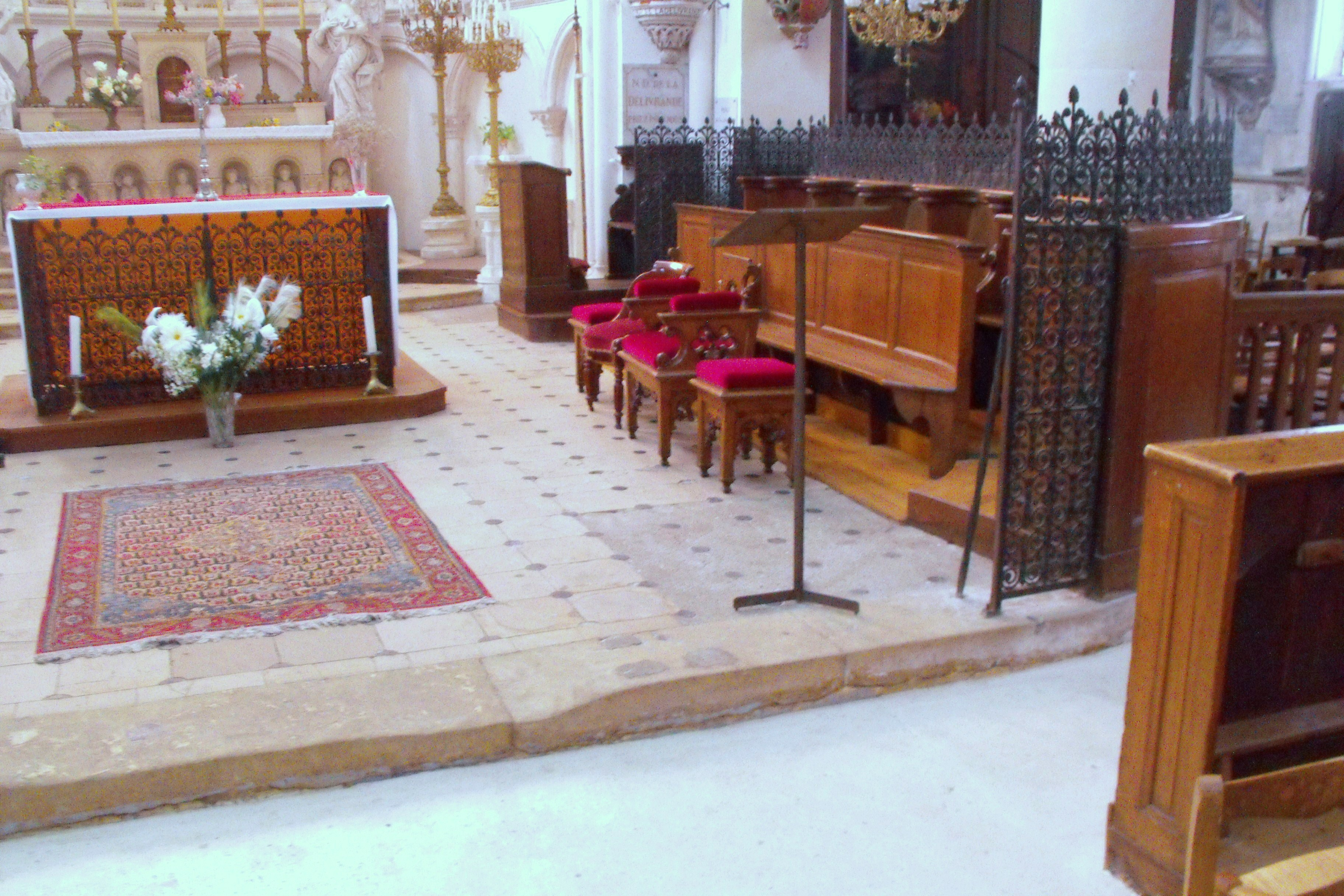
Chœur de l'église.

- Monument aux morts (1921)[30].

### Personnalités liées à la commune
- Élisabeth de Wittelsbach, surnommée « Sissi », impératrice d'Autriche, sur les conseils de ses médecins, a séjourné durant l'été 1875 dans le château du village[31]. Elle allait se baigner aux Petites Dalles et parcourait à cheval la campagne.
- Adrien Charles Deshommets de Martainville (1783-1847), maire de Rouen, y est mort.
- André Fiquet compositeur et chef d'orchestre (1877-1939) y est né. Une rue de la ville porte son nom.
- Claudine Loquen (1965-) peintre, sculptrice, illustratrice, y a habité.

### Héraldique
| Armes de Sassetot-le-Mauconduit | Les armes de la commune de Sassetot-le-Mauconduit se blasonnent ainsi : D'or au fer de moulin en forme de croisette ancrée, cantonné de quatre croisettes du même ; au chef d'azur chargé de deux ancres d'or. |

## Pour approfondir